# Pierre-Nicolas Legrand

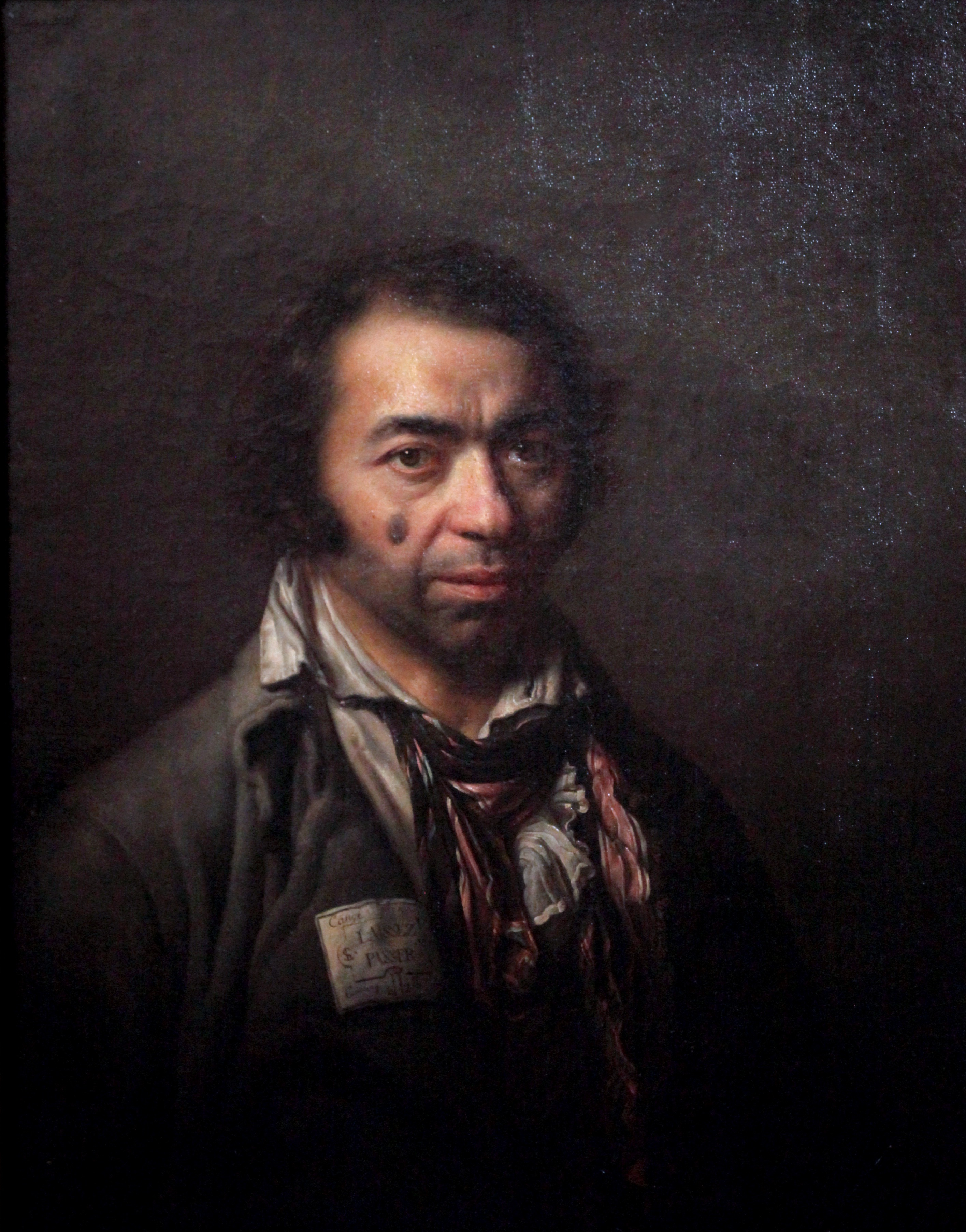
Joseph Cange, commissaire de la prison Saint-Lazare, 1795, (Musée de la Révolution française).

Pierre-Nicolas Legrand (* 29. März 1758 in Pont-l’Évêque (Calvados); † 11. Mai 1829 in Bern) war ein französischer Maler und Zeichner.
Legrand erhielt seine erste Ausbildung bei Jean-Baptiste Descamps und später möglicherweise bei Jacques-Louis David in Paris. 1795 flüchtete er nach Bern. In Neuenburg lernte er die Literatin Isabelle de Charrière kennen und illustrierte einige ihrer Werke. 1796 stellte er erstmals Historien- und Familienbilder im Pariser Salon aus, nachweislich das Familienbildnis des Berners Franz Salomon Wyss. Nach längerem Aufenthalt in Paris kehrte er 1815 nach Bern zurück und heiratete 1818 die Pfarrerstochter Sophie Salchli aus Kirchberg.

## Werke

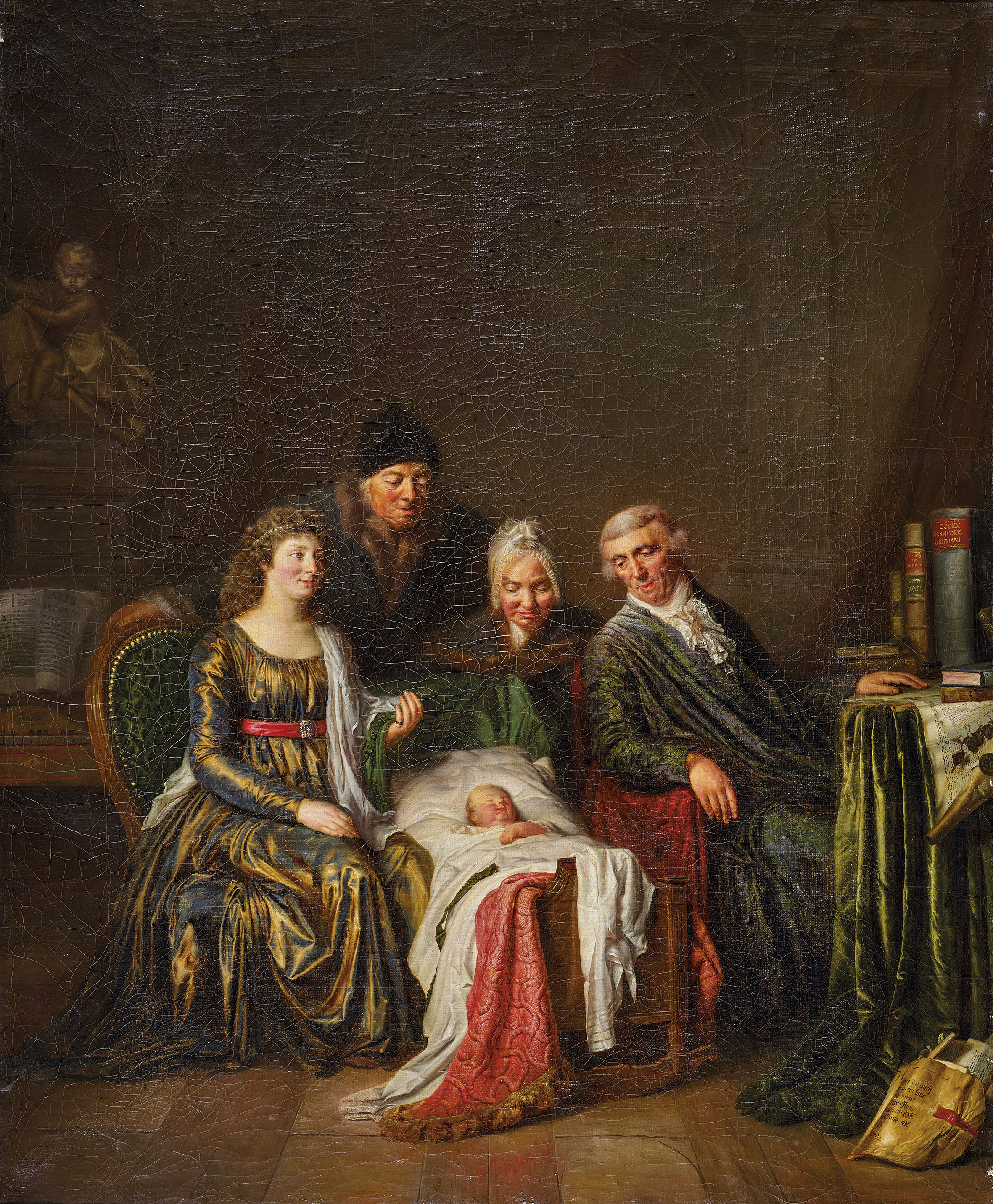
Die Familie des Franz Salomon Wyss (1796)
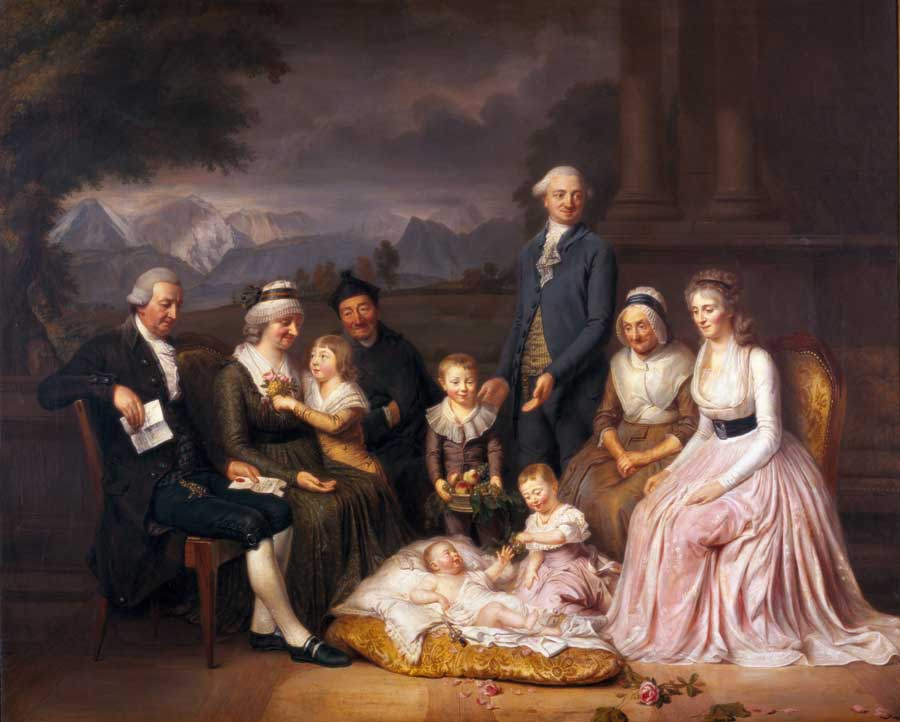
Die Familie des Tuchherrn Samuel Brunner (1796)
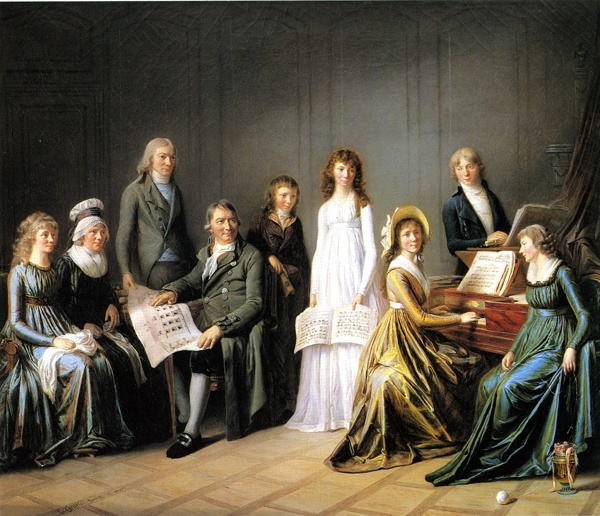
Die Familie des Johannes Bürky (1797)
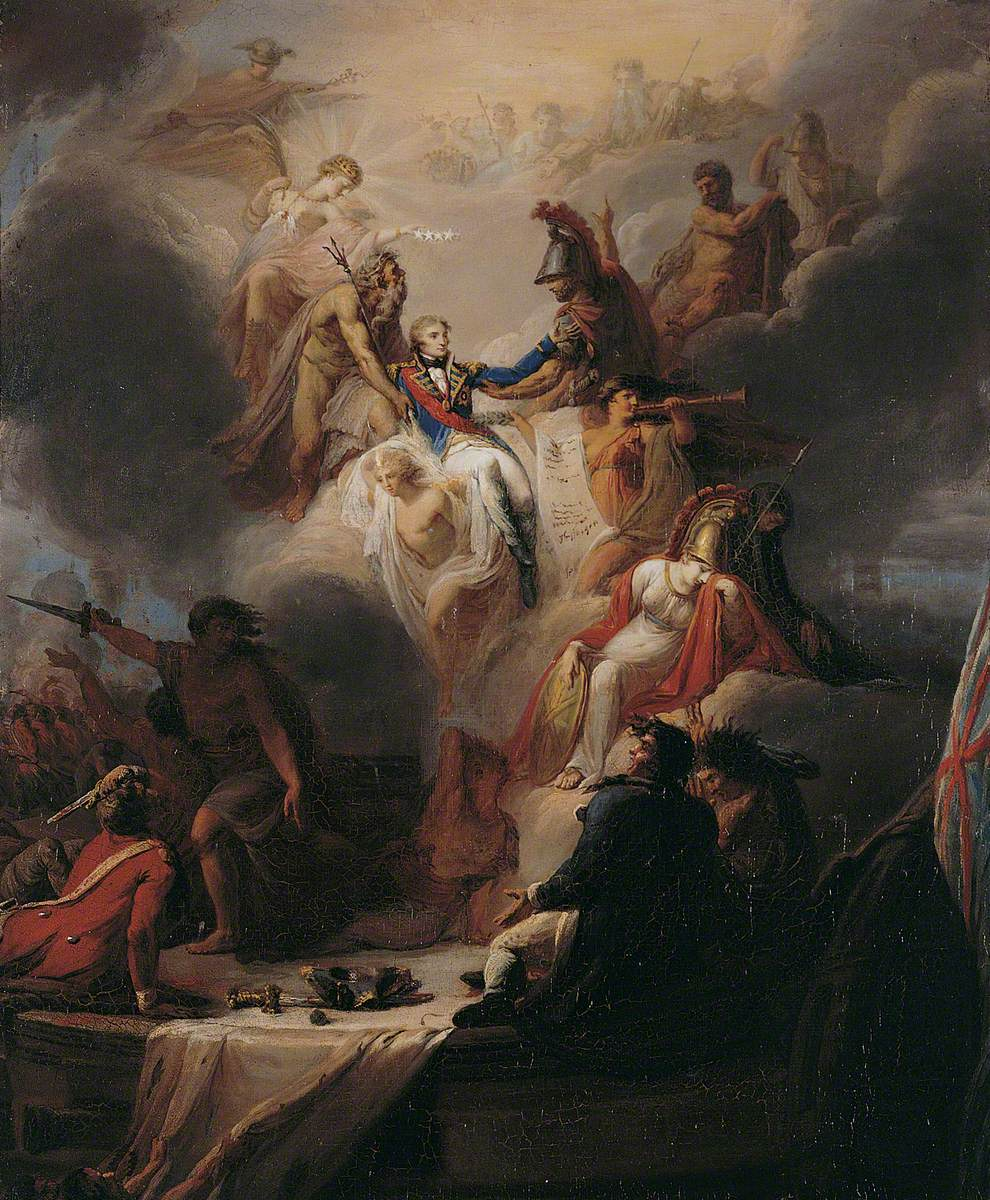
Die Apotheose Lord Nelsons (1805–1818)
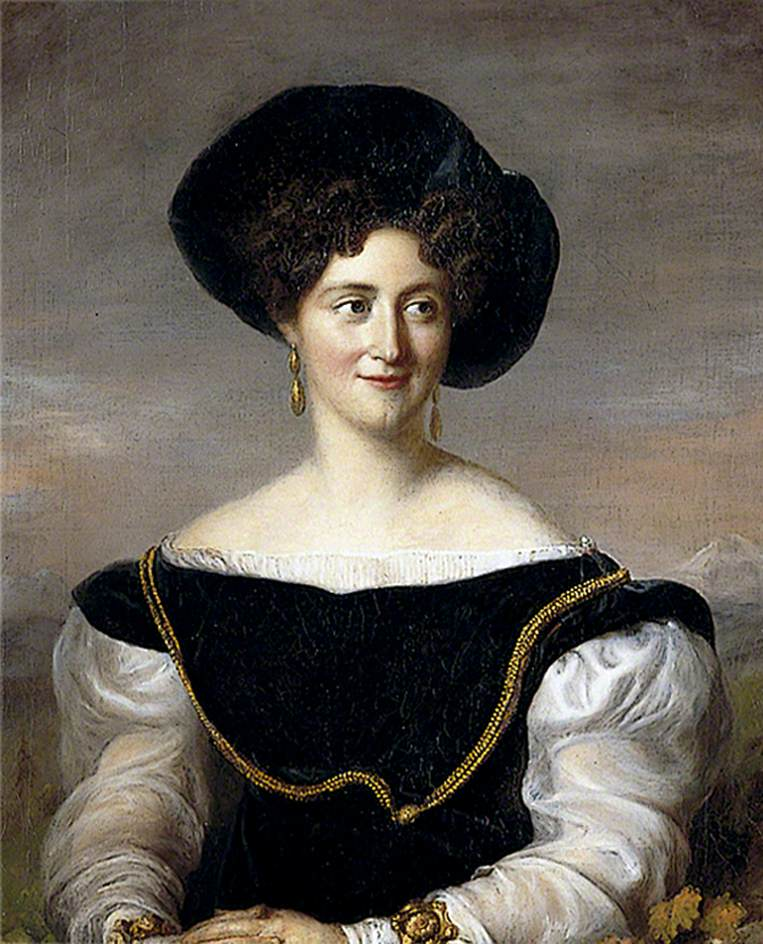
Lady Charlotte Webster (1821)